# 汉斯-奥托·舒马赫
汉斯-奥托·舒马赫（德語：Hans-Otto Schumacher，1950年2月17日—2024年7月10日），德国男子皮划艇运动员。他曾代表西德参加1972年夏季奥林匹克运动会皮划艇比赛，获得男子双人划艇激流银牌。